# Höllenbach (Kahl)
Der Höllenbach ist ein linker Zufluss der Kahl im Landkreis Aschaffenburg im bayerischen Spessart.

## Geographie

### Verlauf
Der Höllenbach entspringt am Röderhof am Reuschberg (415 m). Er fließt nach Westen durch ein Wasserschutzgebiet, vorbei am Naturerlebnisbad nach Schöllkrippen. Dort mündet er gegenüber der Westerbachmündung, unter der Kreuzung der Staatsstraßen 2305 und 2306 in die Kahl. 

### Flusssystem Kahl
- Liste der Fließgewässer im Flusssystem Kahl